# Śródka (powiat międzychodzki)
Śródka – wieś w Polsce położona w województwie wielkopolskim, w powiecie międzychodzkim, w gminie Chrzypsko Wielkie, przy drodze wojewódzkiej nr 186. Wraz ze wsią Strzyżmin (około 40 mieszkańców) tworzy nieduże sołectwo Śródka-Strzyżmin.

## Położenie geograficzne

### Jeziora
Wieś położona jest w atrakcyjnej części gminy. Zlokalizowana jest nad trzema jeziorami:
- Jeziorem Wielkim (262 ha)[3],
- Jeziorem Kuchennym (63 ha)[3],
- Jeziorem Liśnia (ok. 19 ha)[3].

### Ochrona przyrody
Śródka leży na terenie Sierakowskiego Parku Krajobrazowego oraz na obszarze Natura 2000.

## Historia
Wieś pierwotnie związana była z Wielkopolską. Ma metrykę średniowieczną i istnieje co najmniej od końca XIV wieku. Wymieniona pierwszy raz w łacińskim dokumencie z 1389 w zapisie „de Srodky”, 1390 „Srodka”, 1394 „Srzodka”, 1447 „Srzotka”, 1486 „Srzothka”, 1502 błędnie „Chrzodka”.
Tereny, na których powstała miejscowość były prawdopodobnie zasiedlone jednak wcześniej niż odnotowały to archiwalne, historyczne zapisy. W 1933 roku profesor Józef Kostrzewski odkrył w okolicach Śródki 12 grobów, pochodzących z epoki brązu. W czasie badań, które przeprowadzono w odkrytych grobach znaleziono sporo fragmentów naczyń.
Miejscowość była początkowo wsią szlachecką należącą do lokalnej szlachty wielkopolskiej z rodu Janowskich, Pawłowskich i Chrzypskich. W 1445 miejscowość leżała w powiecie poznańskim Korony Królestwa Polskiego. W 1508 leżała w parafii Chrzypsko Wielkie.
Pierwsza wzmianka w archiwalnych dokumentach pochodzi z 1389 kiedy Tomasz Stoszkowic ze Śródki toczył spór sądowy z Pawłem Wielżyńskim o 10 grzywien. Pod koniec XIV wieku odnotowany on został w szeregu procesów sądowych z okoliczną szlachtą. W 1390 toczył spór z Szymonem Boguniewskim o trzy grzywny oraz odniesione szkody. W 1392 został pozwany przez Mroczka o zniewagę, zajechanie jego dóbr z 30 ludźmi i zabranie 17 sztuk bydła. W 1394 pozwał go kasztelan gnieźnieński Sędziwój Świdwa z Szamotuł o 100 grzywien majątku kmieci Sędziwoja.
W 1416 odnotowano Piotra Kostrucha ze Śródki. W 1421 właścicielem we wsi był Jan I Janowski posiadający także majętności we wsi Janów Młyn, która obecnie nazywa się Janowiec Wielkopolski, a także w Śmiłowie. W 1446 sąd utrzymał w mocy swojej żonie Burnecie dokument oprawy posagu zapisanego na Śródce, Śmiłowie oraz inych wsiach, przeciwko roszczeniom Zachariasza Ćmachowskiego.
W 1491 Elżbieta Janowska żona Andrzeja Pasikonia z Włościejewek sprzedała za 300 grzywien z zastrzeżeniem prawa wykupu Maciejowi Chrzypskiemu całą wieś Śródka, którą odziedziczyła po ojcu. W 1502 Benedykt, Kiełcz, Jan i Bartłomiej Chrzypscy podzielili się dobrami: Benedykt, Kiełcz oraz Jan otrzymali połowy Chrzypska Wielkiego i Małego oraz całe wsie Przyborówko, Pakawie i Śródkę, a Bartłomiej otrzymał połowy wsi Chrzypsko Wielkie i Małe, Kąty oraz 1/4 Kolna. W 1516 Jan Chrzypski zapisał swojej żonie Reginie po 250 grzywien posagu oraz wiana na połowach swych części dóbr Przyborówko, Śródka i Pakawie. W 1518 Jan sChrzypski sprzedał z zastrzeżeniem prawa wykupu swojej żonie Reginie całe swe wsie Śródka i Przyborówko za 800 florenów. W 1518 Jan Chrzypski kupił od Piotra Włościejewskiego całą wieś Śródka za 600 grzywien, a od Stanisława i Wawrzyńca Włościejewskich ich prawo bliższości do tej wsi za 600 grzywien.
W 1545 Maciej Pawłowski dał Zofii żonie swego brata Mikołaja Pawłowskiego, 1/4 dóbr Śródka, Przyborówko i Pakawie, a wspomniana Zofia dała swej matce Reginie w dożywocie całe połowy wspomnianych dóbr. W 1576 Anna Chrzypska wdowa po Macieju Pawłowskim dała swoim synom Janowi i Bartłomiejowi Śródke oraz połowę wsi Pakawie. W 1574 Jan Pawłowski zapisał swojej przyszłej żonie Zofii Proskiej po 2000 złotych posagu oraz wiana m.in. na połowie Śródki.
Miejscowość odnotowano również w historycznych rejestrach poborowych. W 1499 wieś nie zapłaciła podatków. W 1508 pobrano podatki od 7 łanów. W 1563 miał miejsce pobór od trzech łanów. W 1477 płatnikiem poboru podatkowego był Jan Pawłowski. W 1580 Jan Pawłowski zapłacił pobór od 4 łanów, 6 zagrodników oraz kowala. W latach 1603–1607 we wsi notowano zagrodników. Nie było w niej kmieci.
W XV wieś pozostawała w posiadaniu Mikołaja Jankowskiego. Następnie około 1580 Śródka należała do Jana Pawłowskiego żeby przejść na własność rodziny Radomickich. W 1699 roku dobra Sródki nabył ród Kurnatowskich. Wieś szlachecka Srzodka położona była w 1580 roku w powiecie poznańskim województwa poznańskiego Rzeczypospolitej Obojga Narodów. W latach 1975–1998 miejscowość należała administracyjnie do województwa poznańskiego.
W 1763 roku przeszła w ręce przybyłej ze Śląska rodzina Seydlitz-Kurzbach. Założycielem osiadłego we wsi rodu był Sigismund von Seydlitz (1725-1789), który ożenił się z córką poprzedniego właściciela – Konstantego Kurnatowskiego. W 1789 Zygmunt von Seydlitz zmarł, a majątek po nim odziedziczył syn – Konastanty. W wyniku II rozbioru Rzeczypospolitej w 1793, miejscowość przeszła w posiadanie Prus i jak cała Wielkopolska znalazła się w zaborze pruskim.
W okresie Wielkiego Księstwa Poznańskiego (1815-1848) miejscowość wzmiankowana jako Srzodka należała do wsi większych w ówczesnym pruskim powiecie Międzyrzecz w rejencji poznańskiej. Srzodka należała do okręgu sierakowskiego tego powiatu i stanowiła odrębny majątek, którego właścicielem był wówczas Zeidlitz. Według spisu urzędowego z 1837 roku wieś liczyła 133 mieszkańców, którzy zamieszkiwali 11 dymów (domostw).
Konstanty von Seydlitz przekazał dobra swojemu synowi Karolowi Konstantemu, z którym to należy wiązać powstanie okazałej rezydencji. Wzniesiono ją w Śródce w latach 1858–1861 według stylu neogotyckiego. Z inicjatywy kolejnego właściciela Gustawa Stefana Karola Konstantego von Seydliza wprowadzono pewne zmiany we wnętrzach pałacu oraz w jego elewacji frontowej. Ostatnim posiadaczem dóbr w Śródce był Karol Ermann Otto Gustaw von Seydlitz, który władał nią do 1944 roku. Na początku XX wieku obszar majątku wynosi 988 ha. Znajdowała się na nim gorzelnia, zajmowano się hodowlą bydła rasy oldenburskiej. Po drugiej wojnie światowej dobra Śródki przeszły w ręce Skarbu Państwa, po czym zostały włączone do utworzonego na tym terenie państwowego gospodarstwa rolnego.
Wzniesiona w latach 1858–1861 rezydencja Seydlitzów w Śródce jest jedną z najbardziej reprezentacyjnych budowli odwołujących się do tradycji średniowiecza w Wielkopolsce. Opracowanie elewacji i dekoracje oraz układ pomieszczeń wskazują na wysoką klasę architekta. W ostatnich latach pałac przeszedł w ręce prywatne i został odrestaurowany. Na terenie pałacu powstał hotel i restauracja gdzie goście mogą rozkoszować się pięknem przyrody przyległego do pałacu parku, o powierzchni 2,7 ha oraz okolicznych jezior. W parku można podziwiać m.in. dęby których obwód pnia dochodzi nawet do 510 cm.